# Reardon-Hall-Slaney-Syndrom
Das Reardon-Hall-Slaney-Syndrom ist eine sehr seltene angeborene Erkrankung und gehört zu den Mesomelen Dysplasien. Die Hauptmerkmale sind mesomeler Kleinwuchs mit Gaumenspalte und Kamptodaktylie.
Die Bezeichnung bezieht sich auf den britischen Arzt William Reardon und Mitarbeiter.

## Verbreitung
Die Häufigkeit wird mit unter 1 zu 1.000.000 angegeben, die Vererbung erfolgt autosomal-rezessiv.

## Klinische Erscheinungen
Klinische Kriterien sind:
- mesomele Verkürzung und Verkrümmung der Extremitäten
- Kamptodaktylie
- Hypoplasie des Unterkiefers, Retrogenie
- Gaumenspalte